# Roger Blin
Roger Blin (Neuilly-sur-Seine, 22 marzo 1907 – Évecquemont, 20 gennaio 1984) è stato un regista e attore francese.

## Biografia
Nel 1953 diresse e interpretò la prima messa in scena di Aspettando Godot di Samuel Beckett. Del medesimo autore diresse anche la prima di Finale di partita, interpretando il ruolo di Hamm (1957).
Fu anche interprete cinematografico. Tra i suoi ruoli, quello del giovane François, il malato che si toglie la vita dopo aver ricevuto la lettera di un misterioso delatore, nel film Il corvo (1943) di Henri-Georges Clouzot.

## Filmografia parziale
- L'ammutinamento dell'Elsinore (Les mutinés de l'Elseneur), regia di Pierre Chenal (1936)
- La vita è nostra (La vie est à nous), regia di Jacques Becker (1936)
- Un grande amore di Beethoven (Un grand amour de Beethoven), regia di Abel Gance (1936)
- Jenny, regina della notte (Jenny), regia di Marcel Carné (1936)
- L'avvelenatrice (L'Affaire Lafarge), regia di Pierre Chenal (1938)
- Ragazze folli (Entrée des artistes), regia di Marc Allégret (1938)
- Il mondo crollerà (Le Monde tremblera), regia di Richard Pottier (1939)
- Piccola ladra (Battement de coeur), regia di Henri Decoin (1940)
- L'amore e il diavolo (Les Visiteurs du soir), regia di Marcel Carné (1942)
- La maschera sul cuore (Le Capitaine Fracasse), regia di Abel Gance (1942)
- Il corvo (Le Corbeau), regia di Henri-Georges Clouzot (1943)
- La bohème (La Vie de bohème), regia di Marcel L'Herbier (1945)
- Per una notte d'amore (Pour une nuit d'amour), regia di Edmond T. Gréville (1947)
- Hans il marinaio (Hans le marin), regia di François Villiers (1949)
- Storie straordinarie (Histoires extraordinaires à faire peur ou à faire rire...), regia di Jean Faurez (1949)
- Orfeo (Orphée), regia di Jean Cocteau (1950)
- L'avventuriero di New Orleans (Adventures of Captain Fabian), regia di William Marshall (1951)
- Notre-Dame de Paris, regia di Jean Delannoy (1956)
- Questione di pelle (Les Tripes au soleil), regia di Claude Bernard-Aubert (1959)
- Paris Blues, regia di Martin Ritt (1961)
- Aimez-vous les femmes?, regia di Jean Léon (1964)
- La donna per una notte (La Loi du survivant), regia di José Giovanni (1967)
- I compagni di Baal (Les Compagnons de Baal) - serie TV, regia di Pierre Prévert (1968)
- L'importante è amare (L'important c'est d'aimer), regia di Andrzej Żuławski (1975)
- Il pericolo è il mio mestiere (Il faut vivre dangereusement), regia di Claude Makovski (1975)
- L'adolescente, regia di Jeanne Moreau (1979)